# První bitva u Varšavy roku 1794
Jako První bitva u Varšavy roku 1794 nebo Obléhání Varšavy se označuje vojenský konflikt, který se odehrál v létě roku 1794 u Varšavy. Jedná se o střet Kościuszkova povstání. Pruská vojska vedena Fridrichem Vilémem II. (s podporou ruských vojsk generála Fersena) se pokusila dobýt Varšavu, jejíž posádce velel sám Tadeusz Kościuszko, ta se však po téměř dvouměsíčním obléhání ubránila a pruská a ruská vojska odtáhla.